# Oreohelix jugalis
Oreohelix jugalis är en snäckart som först beskrevs av Hemphill 1890.  Oreohelix jugalis ingår i släktet Oreohelix och familjen Oreohelicidae. IUCN kategoriserar arten globalt som sårbar. Inga underarter finns listade i Catalogue of Life.